# Liste des compétitions automobiles en Italie
La liste suivante recense les différents championnats automobiles se déroulant en Italie.
| Catégorie            | Championnat                                  | Années      | Champion en titre                         | Voiture               | Plus titrés              |
| -------------------- | -------------------------------------------- | ----------- | ----------------------------------------- | --------------------- | ------------------------ |
| Monoplace            |                                              |             |                                           |                       |                          |
| Formule Junior       | Championnat d'Italie de Formule Junior       | 1958 - 1963 | Giacomo "Geki" Russo                      | Lotus-Ford 27         | Giacomo "Geki" Russo (3) |
| Formule 3            | Championnat d'Italie de Formule 3            | 1964-2012   | Riccardo Agostini                         | Mygale-FTP M10        |                          |
| Formule Ford         | Championnat d'Italie de Formule Ford         | 1970-1977   | Teo Fabi                                  | Osella-Ford           |                          |
| Formule Renault      | Championnat d'Italie de Formule Renault      | 2000-2012   | Kevin Gilardoni                           | Renault               |                          |
| Formule Abarth       | Championnat d'Italie de Formule Abarth       | 2005-2013   | Alessio Rovera                            |                       |                          |
| Formule 4            | Championnat d'Italie de Formule 4            | 2014–...    | Enzo Fittipaldi                           | Tatuus F4-T014        |                          |
| Formule Fiat 850     | Championnat d'Italie de Formule Fiat 850     | 1968-1977   | Luigi Giannini                            | Lucky                 |                          |
| Formule Monza        | Championnat d'Italie de Formule Monza        | 1969-1977   | Angelo Sonvico                            |                       |                          |
| Formule Italia       | Championnat d'Italie de Formule Italia       | 1972-1979   | Rodolfo Bellini                           |                       |                          |
| Formule Fiat-Abarth  | Championnat d'Italie de Formule Fiat-Abarth  | 1980-1987   | Amato Ferrari                             |                       |                          |
| Formule Alfa Boxer   | Championnat d'Italie de Formule Alfa Boxer   | 1988-1991   | Fabio Aries                               |                       |                          |
| Formula Europa Boxer | Championnat d'Italie de Formule Europa Boxer | 1992-1995   | Joao Barbosa                              |                       |                          |
| Formule Campus       | Championnat d'Italie de Formule Campus       | 1996-2000   | Luigi Ferrara                             |                       |                          |
| Formule Azzura       | Championnat d'Italie de Formule Azzura       | 2005-2009   |                                           |                       |                          |
| Formule Master       | Championnat de Formule Master                | 2008-2009   |                                           |                       |                          |
| Voiture de sport     |                                              |             |                                           |                       |                          |
| Groupe 6             | Championnat d'Italie de Groupe 6             | 1976-1983   |                                           |                       |                          |
| Groupe 5             | Championnat d'Italie de Groupe 5             | 1976-1981   |                                           |                       |                          |
| Sport-prototypes     | Championnat d'Italie Prototypes              | 1988-1998   |                                           |                       |                          |
| Grand tourisme       | Championnat d'Italie GT                      | 1992-...    | Lorenzo Casè (pl) Raffaele Giammaria (en) | Ferrari F142 4.5 L V8 | Massimo Pasini (3)       |
| Porsche Carrera Cup  | Porsche Carrera Cup Italie                   | 2007-...    | Gianmarco Quaresmini                      | Porsche 991 GT3 Cup R | Alessandro Balzan (3)    |
| Sport-prototypes     | Championnat d'Italie de Sport-Prototypes     | 2012-...    | Jacopo Faccioni                           | Osella PA21 Evo       |                          |
| Tourisme             |                                              |             |                                           |                       |                          |
| Superstars Series    | Championnat d'Italie Superstars              | 2004-2013   | Gianni Morbidelli                         | Audi RS5              | Gianni Morbidelli (4)    |
| Groupe A             | Championnat d'Italie d'endurance tourisme    | 2008-...    | Paolo Meloni                              | BMW M3                | Paolo Meloni (2)         |
| Supertourisme        | Championnat d'Italie de Supertourisme        | 1987-2008   | Massimo Arduini                           | Honda Accord          | Fabrizio Giovanardi (4)  |
| Rallye               |                                              |             |                                           |                       |                          |
| Groupe N             | Championnat d'Italie des rallyes             | 1961-...    | Paolo Andreucci                           | Peugeot 208 T16       | Paolo Andreucci (11)     |
| Groupe N             | Championnat d'Italie de slalom               | 1992-...    | Salvatore Venanzio                        | Radical SR4           | Augusto Cesari (5)       |
| Course de côte       |                                              |             |                                           |                       |                          |
|                      | Championnat d'Italie de la montagne          | 1999–...    | Simone Faggioli                           | Norma M-20FC          | Simone Faggioli (10)     |

## Course unique
| Catégorie        | Epreuve                                       | Années    | Vainqueur en titre                       | Voiture         | Plus titré(s)                                          |
| ---------------- | --------------------------------------------- | --------- | ---------------------------------------- | --------------- | ------------------------------------------------------ |
| Formule 1        | Grand Prix automobile d'Italie                | 1921-...  | Charles Leclerc                          | Ferrari SF90    | Michael Schumacher Lewis Hamilton (5)                  |
| Formule 1        | Grand Prix automobile de Saint-Marin          | 1981-2006 | Michael Schumacher                       | Ferrari 248 F1  | Michael Schumacher (6)                                 |
| Formule 1        | Grand Prix automobile d'Émilie-Romagne        | 2020-     | Max Verstappen                           | Red Bull RB16B  | Lewis Hamilton Max Verstappen (1)                      |
| Rallye           | Rallye Sanremo                                | 1961-...  | Paolo Andreucci                          | Peugeot 208 T16 | Paolo Andreucci (4)                                    |
| Rallye           | Rallye de Sardaigne                           | 2004-...  | Daniel Sordo                             | Hyundai i20 WRC | Sébastien Loeb (4)                                     |
| Voiture de sport | Targa Florio                                  | 1906-1977 | Raffaele Restivo                         | Chevron         | Umberto Maglioli Nino Vaccarella Olivier Gendebien (3) |
| Voiture de sport | Mille Miglia                                  | 1927-1957 | Piero Taruffi                            | Ferrari 315 S   | Clemente Biondetti (4)                                 |
| Sport-prototypes | 1 000 kilomètres de Monza (4 Heures de Monza) | 1949-...  | Roman Rusinov Job van Uitert Norman Nato | Aurus 01-Gibson | Jacky Ickx (3)                                         |